# Lino Landolfi
Lino Landolfi (Roma, 6 aprile 1925 – Roma, 11 febbraio 1988) è stato un fumettista italiano.

## Biografia
Guardia palatina d'onore a Città del Vaticano, si avvicina al mondo del fumetto a seguito dei suoi studi di pittura e scenografia svolti presso l'Accademia di Belle Arti di Roma, collaborando con Il Corriere dei piccoli a partire dagli anni quaranta con il personaggio di Zenzero, e nel 1946 con Il Giornalino (Ticco Cicca, L'ineffabile Gyn).
Nel 1947 entra stabilmente nella redazione de Il Vittorioso dove nel 1951 crea il suo personaggio più longevo, il poliziotto Procopio di Torrecupa, narratore delle gesta dei propri antenati, con il quale vince il premio radiofonico "Un amico che vale un tesoro"; Landolfi continuerà a produrre le avventure di Procopio fino al 1968, per il totale di circa 40.000 vignette. Sempre per il Vittorioso realizza anche adattamenti comici a fumetti di opere letterarie come Tartarino di Tarascona di Alphonse Daudet, Bertoldo di Giulio Cesare Croce, Uno yankee alla corte di re Artù di Mark Twain (1963), quest'ultima verrà poi modifica nel 1964 per conferirgli un taglio più adulto per la pubblicazione sulla rivista inglese Hurricane, e Don Chisciotte della Mancia di Cervantes (1968-1969) le quali verranno ristampate anche in volume da altri editori nei decenni successivi.
Contemporaneamente, a cavallo tra gli anni sessanta e anni settanta, disegna la serie La famiglia Bertolini per il Messaggero dei Ragazzi, raccolta poi in un unico volume delle Edizioni Paoline; pubblica quattro libri di narrativa (Procopio di Torrecupa e Sigmund l'eroe vichingo con Casa Editrice Piccoli Milano, Operazione Arrembaggio e  Maturità 44 con Paravia).
Sempre per Il Giornalino, dal 1969, realizza poi la trasposizione a fumetti del classico di Jonathan Swift I viaggi di Gulliver e I racconti di Padre Brown, tratte dall'opera di Gilbert Keith Chesterton su sceneggiatura di Renata Gelardini.
Nel 1970, su testi di Claudio Nizzi, realizza la serie Il colonnello Caster'Bum, personaggio umoristico che cerca invano di fare guerra alla immaginaria tribù indiana degli Assaibonis, nel 1977 da questa serie deriverà quella incentrata sul personaggio di Piccolo Dente, figlio del capo degli Assaibonis, con il quale vince il premio Yellow Kid nel 1973 e che porterà avanti ininterrottamente sino ai suoi ultimi giorni di vita.
Muore a Roma l'11 febbraio nel 1988.

## Riconoscimenti
- Premio Yellow Kid al Salone Internazionale dei Comics (1973)

## Opere
Narrativa
- Procopio di Torrecupa - Casa Editrice Piccoli Milano
- Sigmund l'eroe vichingo - Casa Editrice Piccoli Milano
- Operazione Arrembaggio - Paravia
- Maturità 44 - Paravia